# Тордия, Валериан Шарванович
Валериан Шарванович Тордия (1914 год, село Кахати, Зугдидский уезд, Кутаисская губерния, Российская империя — неизвестно, село Кахати, Зугдидский район, Грузинская ССР) — председатель колхоза «Коминтерн» Зугдидского района, Грузинская ССР. Герой Социалистического Труда (1948).

## Биография
Родился в 1914 году в крестьянской семье в селе Кахати Зугдидского уезда. После получения начального образования трудился в сельском хозяйстве. В годы Великой Отечественной войны избран председателем колхоза «Коминтерн» Зугдидского района. За выдающиеся трудовые показатели во время войны награждён боевой медалью «За оборону Кавказа» и в 1946 году — Орденом «Знак Почёта».
В 1947 году колхоз под его руководством сдал государству в среднем с каждого гектара по 73,19 центнера кукурузы с площади 15 гектаров. Указом Президиума Верховного Совета СССР от 21 февраля 1948 года удостоен звания Героя Социалистического Труда за «получение высоких урожаев кукурузы и пшеницы в 1947 году» с вручением ордена Ленина и золотой медали «Серп и Молот» (№ 811).
Этим же указом званием Героя Социалистического Труда были награждены труженики колхоза «Коминтерн» звеньевые Мелитон Васильевич Гугучия, Давид Багратович Нармания, Дмитрий Кибарович Нармания, Дуру Михайлович Пажава и Джого Эрастович Свирава.
После выхода на пенсию жил в родном селе Кахати Зугдидского района. С 1969 года — персональный пенсионер союзного значения. Дата смерти не установлена.
Награды
- Герой Социалистического Труда
- Орден Ленина
- Орден «Знак Почёта» (24.02.1946)
- Медаль «За оборону Кавказа» (01.04.1944)